# Jezero Begnas
Jezero Begnas (nepalsko बेगनास ताल) je sladkovodno jezero v metropolitanskem območju Pokhara- Lekhnath, okrožju Kaski v Nepalu , ki je na jugovzhodu doline Pokhara. Jezero je tretje največje nepalsko jezero in drugo največje za jezerom Phewa, med osmimi jezeri v dolini Pokhara. Nivo vode v jezeru sezonsko niha zaradi dežja in izkoriščenost za namakanje. Nivo vode je urejeno z jezom, zgrajenim leta 1988 na zahodnem izlivnem toku, Khudi Khola. 

## Gospodarstvo
Območje jezera Begnas s številnimi kraji je priljubljen cilj turistov, ki obiščejo Pokharo. 
Voda iz jezera se uporablja za namakanje, nekateri deli jezera pa se uporabljajo za ribogojstvo. Območje jezera Begnas ima v okolici številna močvirja, od katerih so bila mnoga spremenjena v riževa polja. 